# 알렉산드로프 콤팩트화
일반위상수학에서 알렉산드로프 콤팩트화(Александров compact化, 영어: Alexandroff compactification)는 주어진 위상 공간에 한 점을 추가하여 콤팩트 공간으로 만드는 방법이다. 한 점 콤팩트화(영어: one-point compactification)이라고 부르기도 한다. 스톤-체흐 콤팩트화와 달리, 알렉산드로프 콤팩트화는 원래 공간이 콤팩트 하우스도르프 공간이더라도 항상 한 개의 점을 추가하며, 또한 원래 공간이 국소 콤팩트 공간이 아닐 경우 하우스도르프 공간이 아닐 수 있다.

## 정의
{\displaystyle X}가 임의의 위상 공간이라고 하자. 여기에 한 점 {\displaystyle \infty }를 추가하여, {\displaystyle X_{+}=X\sqcup \{\infty \}}에 다음과 같은 위상을 부여하자. {\displaystyle X_{+}}의 부분집합 {\displaystyle U\subset X_{+}}가 열린 집합일 조건은 다음과 같다.
- 만약 {\displaystyle \infty \not \in U}라면, {\displaystyle U\subset X}가 {\displaystyle X}의 위상에서 열린 집합일 때
- 만약  {\displaystyle \infty \in U}라면, {\displaystyle X_{+}\setminus U\subset X}가 {\displaystyle X}의 위상에서 닫힌 집합이며 콤팩트 집합일 때

이렇게 위상을 부여한 위상 공간 {\displaystyle X_{+}}는 항상 콤팩트 공간이다.
이를 알렉산드로프 콤팩트화라고 한다. 또한, 자연스러운 포함 사상 {\displaystyle i\colon X\hookrightarrow X_{+}}가 존재하며, {\displaystyle X_{+}}는 밑점 {\displaystyle \infty \in X_{+}}로 인하여 자연스럽게 점을 가진 공간을 이룬다.

## 성질
포함 사상 {\displaystyle i\colon X\hookrightarrow X_{+}}는 항상 연속 함수이며 (열린집합의 원상은 열린집합) 열린 함수이다 (열린집합의 상은 열린집합). 만약 {\displaystyle X}가 콤팩트하지 않은 경우 {\displaystyle i}의 상은 조밀 집합이다.
임의의 위상 공간 {\displaystyle X}에 대하여 다음 두 조건이 서로 동치이다.
- {\displaystyle X_{+}}가 하우스도르프 공간이다.
- {\displaystyle X}가 하우스도르프 국소 콤팩트 공간이다.

### 연산과의 호환
임의의 두 국소 콤팩트 하우스도르프 공간 {\displaystyle X}, {\displaystyle Y}에 대하여, 다음이 성립한다.
{\displaystyle (X\times Y)_{+}\cong X_{+}\wedge Y_{+}}
여기서 {\displaystyle \cong }은 점을 가진 공간의 위상 동형이며, {\displaystyle \wedge }는 두 점을 가진 공간의 분쇄곱이다.

### 함자성
다음과 같은 두 범주를 생각하자.
- {\displaystyle {\mathcal {C}}}의 대상은 위상 공간이며, 사상은 연속 함수인 고유 함수이다.
- {\displaystyle {\mathcal {D}}}의 대상은 위상 공간과 연속 함수의 범주 {\displaystyle \operatorname {Top} }의 화살표 범주이다. (즉, 그 대상은 연속 함수이며, 그 사상은 두 연속 함수 사이의 가환 네모이다.)

그렇다면, 알렉산드로프 콤팩트화는 함자
{\displaystyle {\mathcal {C}}\to {\mathcal {D}}}
를 이룬다. 특히, 임의의 연속 고유 함수 {\displaystyle f\colon X\to Y}에 대하여, 다음과 같은 가환 네모를 만족시키는 자연스러운 연속 함수 {\displaystyle f_{+}\colon X_{+}\to Y_{+}}가 존재한다.
{\displaystyle {\begin{matrix}X&{\overset {f}{\to }}&Y\\\downarrow &&\downarrow \\X_{+}&{\underset {f_{+}}{\to }}&Y_{+}\end{matrix}}}

## 예
유클리드 공간 {\displaystyle \mathbb {R} ^{n}}의 알렉산드로프 콤팩트화는 초구 {\displaystyle S^{n}}과 위상 동형이다.
가산 무한 개의 열린 구간 {\displaystyle (0,1)\times \mathbb {Z} }의 알렉산드로프 콤팩트화는 하와이 귀고리와 위상 동형이다.

## 역사
파벨 세르게예비치 알렉산드로프가 1924년 정의하였다.